# Смартсвілл (Каліфорнія)
Смартсвілл (англ. Smartsville) — переписна місцевість (CDP) в США, в окрузі Юба штату Каліфорнія. Населення — 185 осіб (2020).

## Географія
Смартсвілл розташований за координатами 39°12′19″ пн. ш. 121°17′34″ зх. д. / 39.20528° пн. ш. 121.29278° зх. д. (39.205271, -121.292915).  За даними Бюро перепису населення США в 2010 році переписна місцевість мала площу 1,86 км², уся площа — суходіл.

## Демографія
Згідно з переписом 2010 року, у переписній місцевості мешкало 177 осіб у 59 домогосподарствах у складі 42 родин. Густота населення становила 95 осіб/км².  Було 70 помешкань (38/км²).
Расовий склад населення:
| - 88,7 % — білих - 2,8 % — корінних американців - 5,1 % — осіб інших рас |

До двох чи більше рас належало 3,4 %. Частка іспаномовних становила 10,2 % від усіх жителів.
За віковим діапазоном населення розподілялося таким чином: 28,2 % — особи молодші 18 років, 56,0 % — особи у віці 18—64 років, 15,8 % — особи у віці 65 років та старші. Медіана віку мешканця становила 38,3 року. На 100 осіб жіночої статі у переписній місцевості припадало 101,1 чоловіків;  на 100 жінок у віці від 18 років та старших — 101,6 чоловіків також старших 18 років.
Середній дохід на одне домашнє господарство  становив 21 949 доларів США (медіана — 25 063), а середній дохід на одну сім'ю — 28 583 долари (медіана — 26 500). За межею бідності перебувало 3,7 % осіб, у тому числі 0,0 % дітей у віці до 18 років та 0,0 % осіб у віці 65 років та старших.
Цивільне працевлаштоване населення становило 24 особи. Основні галузі зайнятості: транспорт — 83,3 %, освіта, охорона здоров'я та соціальна допомога — 16,7 %.